# اولکساندرا کوراشویلی
اولکساندرا کوراشویلی (اوکراینی: Олександра Нодаріївна Корашвілі؛ زادهٔ ۱ مارس ۱۹۹۶) تنیس‌باز اهل اوکراین است.